# ایندیپندنت
ایندیپندنت یک روزنامهٔ صبح بریتانیایی آنلاین چاپ لندن؛ تأسیس شده در سال ۱۹۸۶ است. از سال ۱۹۹۷ این روزنامه به عنوان روزنامهٔ صبحگاهی ایندیپندنت در لندن، و توسط سازمان اخبار و رسانه‌های ایندیپندنت تونی اریلی (بازیگر بین‌المللی پیشین راگبی یونیون)، اداره و کنترل می‌شد. در سال ۲۰۱۰ امتیاز این روزنامه به الیگارش روسی الکساندر لبدف فروخته شد و از آن سال تحت مالکیت او؛ (الکساندر لبدف)، اداره می‌شود. لبدف در سال ۲۰۱۷، بین ۲۵ تا ۵۰ درصد سهام روزنامه را به یک تبعهٔ عربستان سعودی به نام سلطان محمد ابوالجدایل فروخت.
این روزنامه، که به آن ایندی (Indy) نیز گفته می‌شود، از جدیدترین روزنامه‌های بریتانیا است.
در سال ۲۰۰۴ میلادی توسط British Press Awards به عنوان روزنامهٔ برتر سال شناخته شد.

## آخرین نسخهٔ چاپی
ایندیپندنت در تاریخ ۲۷ مارس ۲۰۱۶ آخرین نسخهٔ چاپی خود را منتشر کرد و اعلام کرد که از این پس فقط از طریق اینترنت به انتشار اخبار می‌پردازد.

## نسخه‌های خاورمیانه
این روزنامهٔ اینترنتی در ژوئیهٔ ۲۰۱۸ اعلام کرد که به گروه سعودی پژوهش و بازاریابی اجازه داده است، نسخه‌های خاورمیانه‌ای این روزنامه را تحت همان عنوان ایندیپندنت به چهار زبان عربی، فارسی، اردو، و ترکی استانبولی از اواخر ۲۰۱۸ منتشر کند. مالکیت و مدیریت نسخه‌های جدید با گروه سعودی پژوهش و بازاریابی است، ولی از همان استانداردها و معیارهای روزنامهٔ اصلی ایندیپندنت تبعیت خواهد شد.
در همین راستا نسخهٔ فارسی در سال ۲۰۱۹ راه‌اندازی شد. با شروع به کار بخش فارسی ایندیپندنت، سردبیری این بخش بر عهده، کاملیا انتخابی‌فرد، روزنامه‌نگار ایرانی، نهاده شده است.